# Іван I Єрусалимський
Іоан I Єрусалимський - сьомий єпископом Єрусалиму.
Він був, за словами Євсевія, єврейським християнином, народженим від єврейських батьків, які дотримувалися Закону Тори. За загальнолюдською традицією Йоаким I замінив першого єпископа Єрусалиму святого Якова Справедливого, «брата Господнього», якого призначили єпископом апостоли Петро, святий Яків (кого Євсевій ідентифікує як Якова, сина Зеведея) та Іван.
Іоан був добре обізнаний у Законі Мойсея і в молодості сперечався з християнами, поки не навернувся за вказівкою святого Юста єпископа Єрусалимського. Був хрещений і висвячений на диякона. Його дворічне єпископство було тим, за якого церква зазнавала переслідувань.
Помер 11 квітня, пропрацювавши два роки на посаді.